# Carl Schlimp

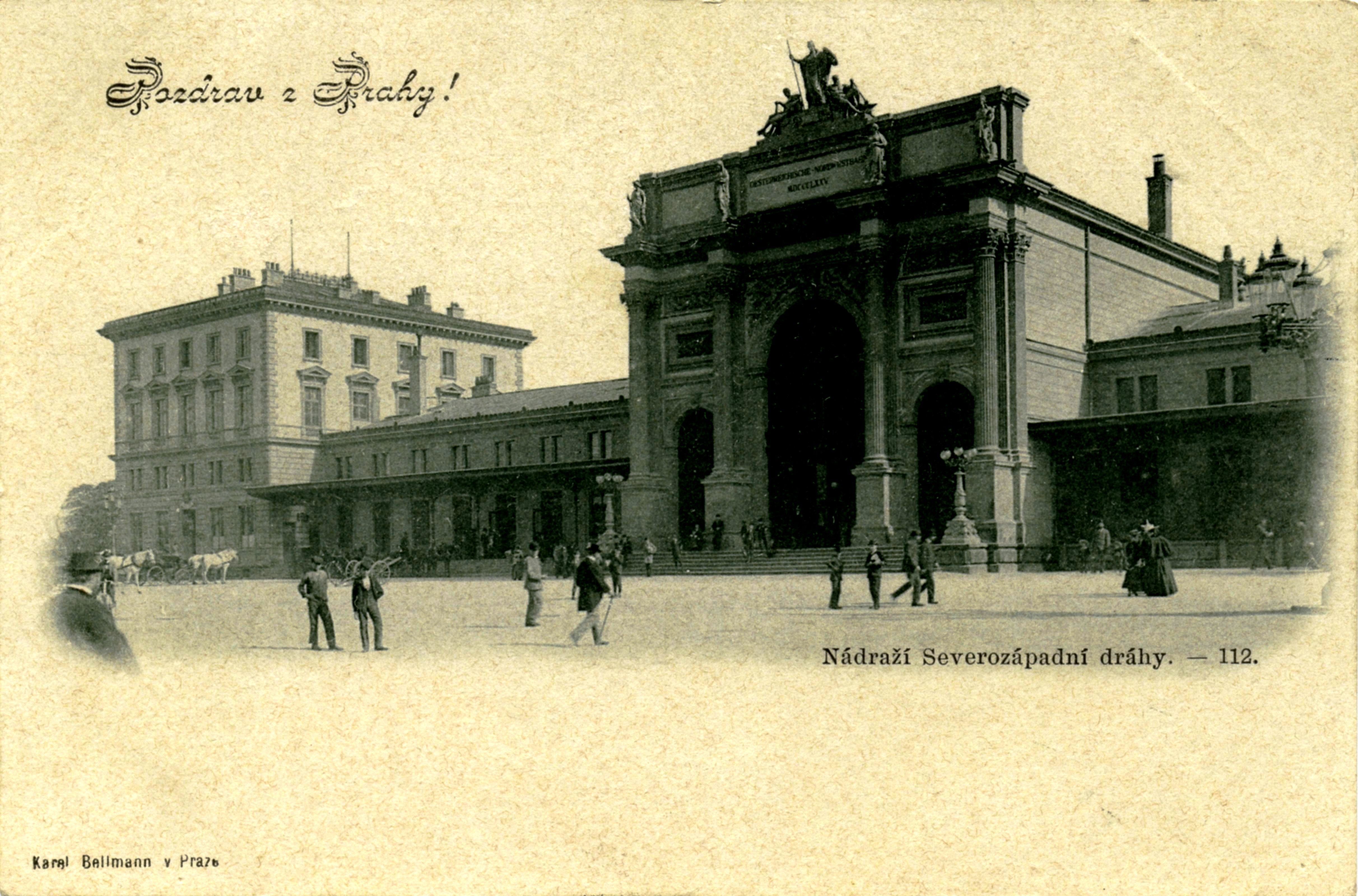
C. Schlimp, Nádraží Praha-Těšnov (1875)

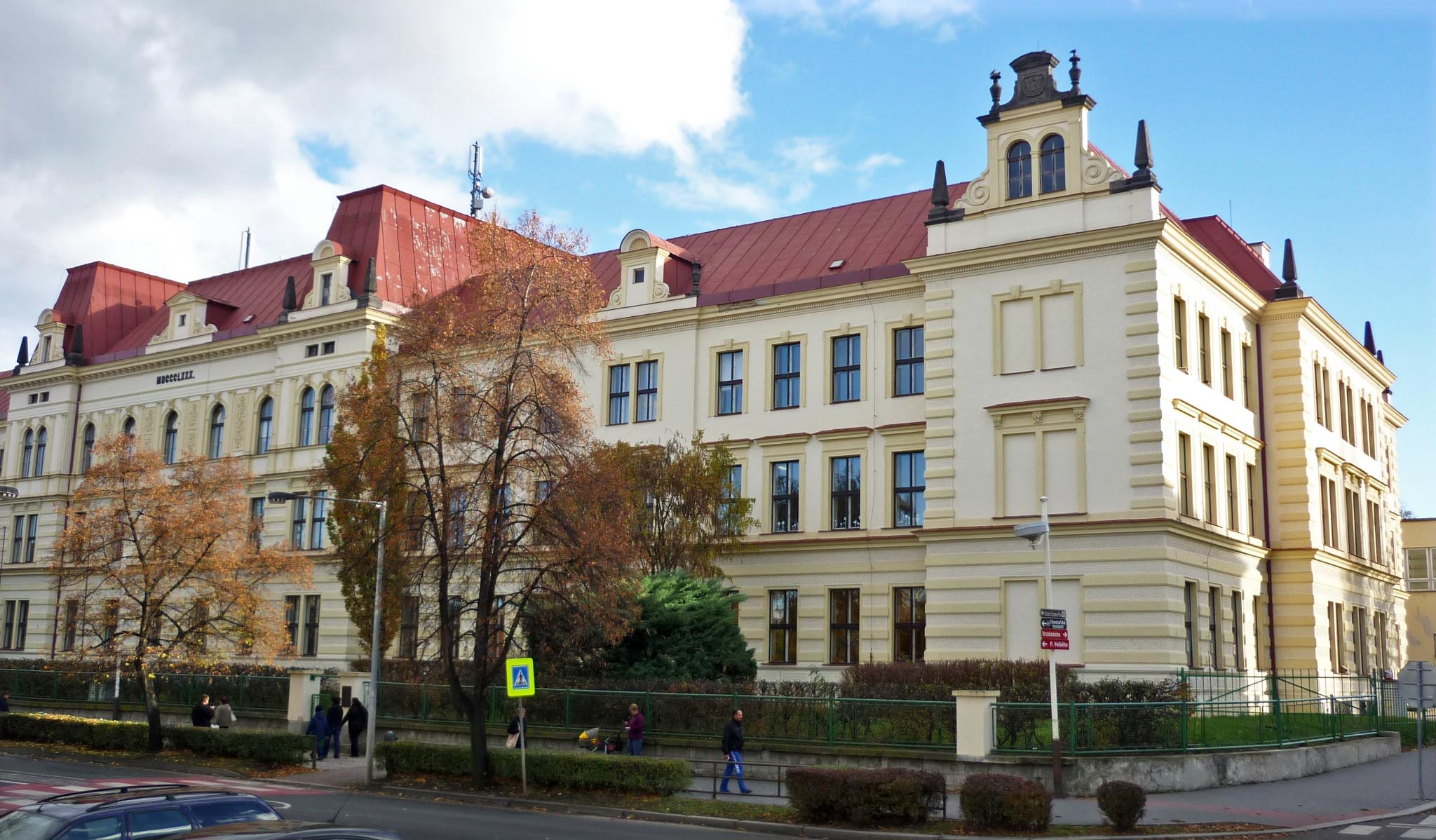
C. Schlimp, budova někdejší Německé obecné a měšťanské školy v Žatci. Slavnostní otevření proběhlo 2. září 1880.

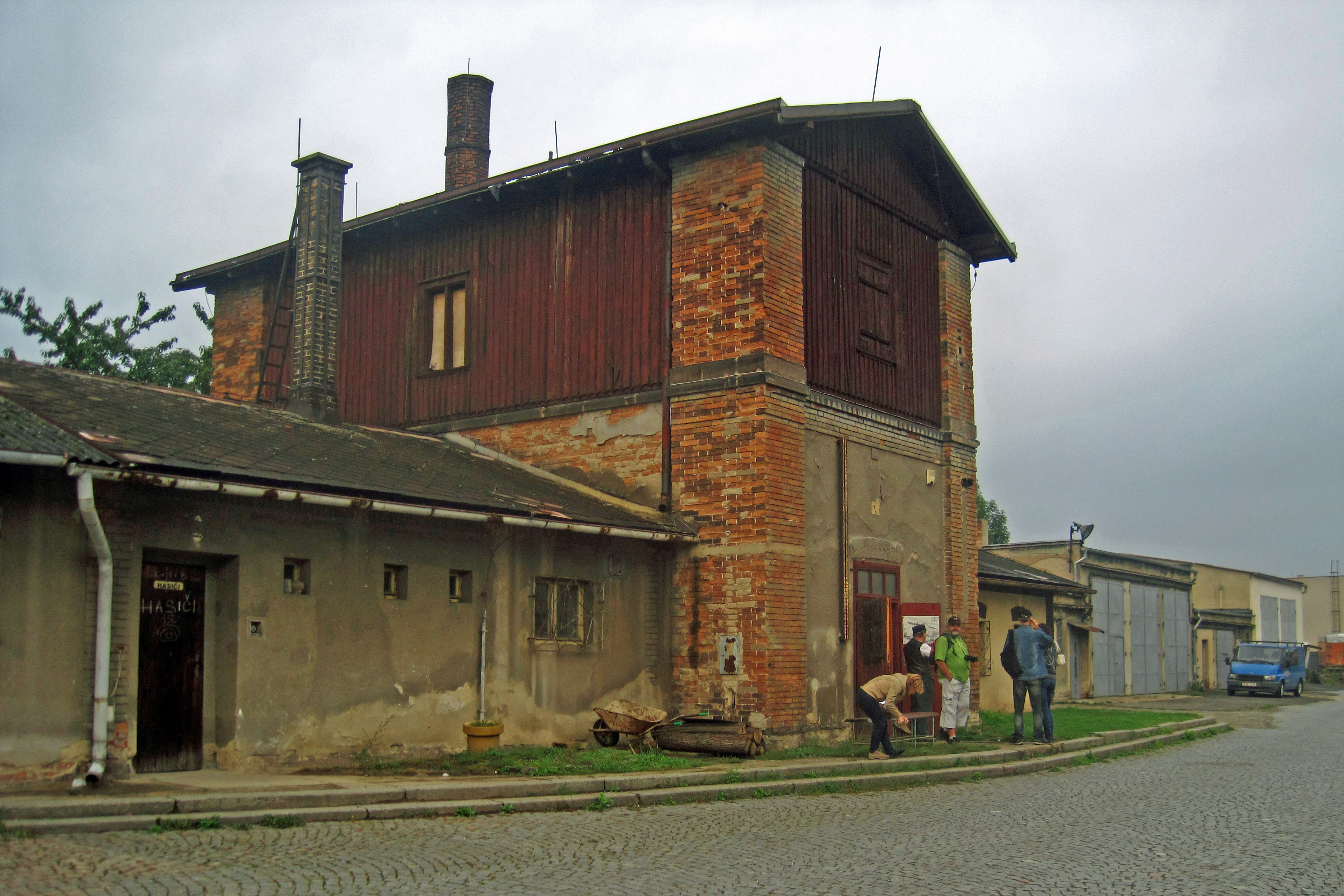
C. Schlimp, Parní vodárna Střekov

Carl (Karl) Schlimp (14. ledna 1834, Veletice u Žatce – 15. ledna 1901, Vídeň) byl významný architekt a inženýr působící ve Vídni a v českých zemích.

## Život
Vyrůstal jako nejstarší syn v rodině statkáře a obchodníka ve Veleticích Franze Schlimpa. Studoval na pražském Polytechnickém ústavu, ve studiu pokračoval ve Vídni. Mezi jeho vzory a vídeňské pedagogy patřili i Eduard van der Nüll a August Sicard, slavní architekti, kteří projektovali budovu vídeňské opery.

## Železniční stavby
Schlimp nejprve pracoval ve Vídni, po čase se začal věnovat železničním stavbám. Projektoval budovy na orientální dráze na území Rakouska. Nakonec se uplatnil jako inspektor nově vzniklé společnosti Rakouské severozápadní dráhy (ÖNWB) a navrhoval pro ni velkou část staveb od Děčína až po Vídeň.
Jeho nejproslulejší stavbou bylo pražské železniční nádraží Těšnov, považované za jedno z nejkrásnějších nádraží střední Evropy, v roce 1985 však kompletně zbořené. Dalšími drážními realizacemi je například železniční kolonie v Nymburce, parní vodárna na Střekově nebo výpravní budova ve Frýdlantu.

## Ostatní práce
Další Schlimpovou známou realizací na českém území je rozlehlý komplex tehdejšího Zemského ústavu pro choromyslné v Dobřanech, který dodnes slouží svému původnímu účelu – sídlí v něm Psychiatrická nemocnice Dobřany. Postavil také školu a Městský dům v Žatci.
Projektoval i obytné a obchodní domy a to zejména ve Vídni, kde žil a působil jako profesor na vídeňské technice. Za svou architektonickou práci byl oceněn několika státními vyznamenáními.
Kromě architektonické praxe a pedagogiky se věnoval i podnikání. Společně se svým bratrem založil truhlářskou firmu Schlimp Brüder která byla za svůj pokrokový přístup oceněna na Světové výstavě v Paříži v roce 1878.

## Vyznamenání
- Řád Františka Josefa V. třída: rytíř